# مکس پین ۲: سقوط مکس پین
مکس پین ۲: سقوط مکس پین (به انگلیسی: Max Payne 2: The Fall of Max Payne) یک بازی ویدئویی در سبک تیراندازی سوم شخص است از مجموعه بازی‌های مکس پین که توسط رمدی انترتینمنت ساخته و بوسیلهٔ شرکت راک‌استار گیمز در سال ۲۰۰۳ برای پلی‌استیشن ۲، ایکس‌باکس و مایکروسافت ویندوز منتشر شد.

## نحوه بازی
گیم پلی بازی به سبک سوم شخص است و شما باید در طول بازی با پیدا کردن شواهد و مدارک جدیدی از مواد مخدر v را پیدا کنید و افرادی را که در این موضوع دست دارند را از بین ببرید

## داستان
در نسخهٔ دوم بازی مکس پین، او در حین انجام ماموریتش با یکی از افرادی که در جستجوهایش در پی نیکل هورن، به او برخورده بود و گمان می‌کرد او کشته شده‌است، روبرو می‌شود. مکس در جریان ماجراهای بیشتر، عاشق این زن؛ یعنی، «مونا» می‌شود و تا جایی پیش می‌رود که برای نجات جان او، همکار خود را که به او دربارهٔ ارتباطش با جنایتکاران مشکوک شده بود، می‌کشد و…

## شخصیت‌های بازی
- مکس پین
- آلفرد وودن
- جیم براورا
- وینی گاگنیتی
- کافمن
- مونا سکس
- والری وینترسون
- ولادمیر لم

| گردآورنده | امتیاز                                 |
| --------- | -------------------------------------- |
| متاکریتیک | (PC) 86/100 (Xbox) 84/100 (PS2) 73/100 |

| ناشر                      | امتیاز        |
| ------------------------- | ------------- |
| وان‌آپ.کام                 | (PC) B−       |
| گیم‌اسپات                  | (PC) 9.0/10   |
| گیم‌اسپای                  | (PC) 5/5      |
| گیم‌زون                    | (Xbox) 9.3/10 |
| آی‌جی‌ان                    | (PC) 9.4/10   |
| The Toronto Sun           | (PC) 4.5/5    |
| The New Zealand Herald    | (Xbox) 4/5    |
| The Daily Telegraph (Aus) | (PC) 5/5      |
| The Sydney Morning Herald | (PC) 4/5      |
| The Sunday Times          | (PC) 2/5      |